# ویلیام تورنتون ماستارد
ویلیام تورنتون ماستارد (انگلیسی: William Thornton Mustard؛ ‏ ۸ اوت ۱۹۱۴ – ۱۱ دسامبر ۱۹۸۷) پزشک، و متخصص جراحی قلب اهل کانادا بود. در سال ۱۹۴۹، او یکی از نخستین کسانی بود که عمل جراحی قلب باز را با استفاده از پمپ مکانیکی قلب و ریه بیولوژیکی بر روی یک سگ در «مؤسسه بنتینگ» انجام داد. او دو شیوهٔ جراحی به نام خودش ابداع نمود: «عمل جراحی ماستارد» در ارتوپدی که جهت کمک به استفاده از مفصل ران در افراد مبتلا به فلج اطفال به‌کار می‌رود و «روش جراحی قلبی-عروقی ماستارد» برای کمک به اصلاح مشکلات قلبی در «سندرم کودک آبی» که هزاران کودک را تاکنون در سراسر جهان نجات داده‌است. او همچنین اولین کسی بود که در سال ۱۹۵۳ میلادی، ناهنجاری شریان کرونر چپ از شریان ریوی را با استفاده از روش آناستاموز انتها-به-انتهای شریان کاروتید چپ درمان کرد.
او در سال ۱۹۳۷ مدرک دکترای پزشکی خود را از دانشگاه تورنتو دریافت داشت و دوران کارورزی عمومی خود را در بیمارستان عمومی تورنتو و کارورزی جراحی را در بیمارستان کودکان ناخوش گذراند. او یک دورهٔ فوق‌تخصصی هم در زمینه جراحی ارتوپدی در نیویورک گذراند و سپس دوره‌های آموزشی جراحی عمومی، جراحی قفسهٔ سینه و جراحی مغز و اعصاب را در تورنتو تکمیل کرد. وی به مدت ۱ ماه نیز یک دورهٔ آموزشی با آلفرد بلالک در بالتیمور گذراند.
وی در جریان جنگ جهانی دوم در «سپاه پزشکی ارتش سلطنتی کانادا» گذراند و در آنجا روشی ابداع کرد که به جای قطع کردن اندام بیمارانی که دچار آسیب شدید شریانی هستند، اندام را درمان و حفظ نمود.
وی همچنین برندهٔ جوایزی همچون نشان امپراتوری بریتانیا، جایزه گاردینر و «نشان شایستگی کانادا» شده‌است. نام او در فهرست «تالار مشاهیر پزشکی کانادا» جای دارد.